# Кузница Белостоцкая (станция)
Kузница Белостоцкая (пол. Kuźnica Białostocka)  — станция Польских железных дорог в деревне Кузница, Подляское воеводство; на линии Варшава — Гродно, между остановочным пунктом  Чупрынова и станцией Брузги.
В 2017 году станция обслуживала 300-499 пассажиров в сутки.

## Движение
| Номер   | маршрут                                                       | значение      |
| ------- | ------------------------------------------------------------- | ------------- |
| 303/304 | Краков — Гродно — Краков                                      | Международный |
| -/-     | Белосток — Кузница Белостоцкая Кузница Белостоцкая — Белосток | региональный  |